# 安田陸矢
安田陸矢（日语：／ Yasuda Rikuya，1998年8月19日—）是日本的男性聲優。奈良縣出身。隸屬於ARTSVISION。曾就讀日本播音演技研究所。

## 演出作品
※粗體字為主要角色。

### 電視動畫
2017年
- 人馬小姐不迷茫（友人）
- Classica Loid 第2期（送貨員）

2018年
- citrus（男性）
- 飆速宅男 GLORY LINE（觀眾）
- 戰鬥陀螺 爆烈世代 神（墨江富騎）
- 戰鬥陀螺 爆烈世代 超Z（墨江富騎[3]）
- 魔法少女網站（學生D、男學生A）
- 美男高校地球防衛部HAPPY KISS！（萬座太子[4]）
- 夢王國與沉睡中的100位王子殿下（伏）
- 音樂少女（攝影師、工作人員、節目工作人員、音樂少女歌迷、旋律祭典工作人員）
- 工作細胞（紅血球2）
- 搖曳莊的幽奈小姐（食髮鬼）
- 只要別西卜大小姐喜歡就好（穆林[5]）

2019年
- 飛翔吧！戰機少女（Arrow02）
- 賢者之孫（弗里歐）
- 高校星歌劇 第3期（學生）
- 女高中生的虛度日常（他校男高中生）
- 艾梅洛閣下II世事件簿 -魔眼搜集列車 Grace note-（學生）
- 擅長捉弄人的高木同學2（男中學生）
- 籃球少年王（西脇的小弟）
- 廚病激發BOY（廚二葉）
- 我們真的學不來！ 第2期（男子學生）
- 星合之空（男學生）

2020年
- 籃球少年王（化學部員）
- 達爾文遊戲（地獄三頭犬弟）
- 魔術士歐菲 流浪之旅（科米庫隆）
- 科學超電磁砲T（委員）
- 排球少年！！TO THE TOP（長松夢人）
- 遊戲王SEVENS（遠藤陸、班主任、俊彥、店主）
- 白貓 Project ZERO CHRONICLE（白之騎士、黑之士兵）
- 輝夜姬想讓人告白？～天才們的戀愛頭腦戰～（男學生）
- 食戟之靈 豪之皿（料理人A）
- 多美卡友情合體 Earth Granner（獸吼防衛機獸藍翼龍號）

2021年
- 2.43 清陰高中男子排球社（同班同學、紋代中社員）
- 比方說，這是個出身魔王關附近的少年在新手村生活的故事（士官學生A）
- BEASTARS（カール）
- 工作細胞!!（白血球1）
- 花樣滑冰Stars（他校學生、五十嵐駿）
- 堀與宮村（男學生）
- 萌可魯玩偶貓（男性B）
- 搖曳露營△ SEASON2（カメラ）
- 不要欺負我，長瀞同學（男性）
- 神奇柑仔店（南川陸斗）
- Muv-Luv Alternative（通信兵A、操作員A、叛亂軍B、同班同學）
- 無職轉生～到了異世界就拿出真本事～（朋友A）

2022年
- 秘密內幕～女警的反擊～（和流崎的孫子）
- 式守同學不只可愛而已（男子生徒）
- 處刑少女的生存之道（騎士）
- 青之蘆葦（明神謙五）
- 繼母的拖油瓶是我的前女友（男學生B）
- 我想成為影之強者！（帥哥、馬可）
- 孤獨搖滾！（現場觀眾、學生）

2023年
- 淪落者之夜（ルーカス・ブラックベル）
- 關於我在無意間被隔壁的天使變成廢柴這件事（男學生）
- 絆之Allele（朋友4、朋友2）
- 機戰少女Alice Expansion（男性）
- 為美好的世界獻上爆焰！（嘶可貝）
- 轉生貴族的異世界冒險錄～不知自重的眾神使徒～（ダノム）
- 鬼滅之刃 刀匠村篇（刀匠）
- 七魔劍支配天下（男學生A）
- 打工吧！魔王大人（學生）
- 家裡蹲吸血姬的鬱悶（第七部隊員A）
- 競速OVERTAKE!（商務、BersoryZopit船員）
- 我的推是壞人大小姐。（馬特）
- 我想成為影之強者！ 2nd season（馬可）
- 咒術迴戰 懷玉·玉折 / 澀谷事變（一般人）
- 哥布林殺手II（哥布林、交易神神官）
- 靠著魔法藥水在異世界活下去！（士兵）

2024年
- 月刊妄想科學（林）
- 反派千金等級99～我是隱藏頭目但不是魔王～（貝斯）
- 明治撃劍-1874-（牧野[6]、Imperial Guard）
- 奇異賢伴 黑色天使
- 公主殿下，「拷問」的時間到了（ANO HOTEL工作人員）
- 蔚藍檔案 The Animation（小弟）
- 吸血鬼男子宿舍（男學生C）
- WIND BREAKER—防風少年—
- 黑執事 寄宿學校篇（學生）
- 為美好的世界獻上祝福！ 3（騎士）
- 魔王軍最強的魔術師是人類（白薔薇騎士團兵B）
- 關於我轉生變成史萊姆這檔事 第3期（哥布衛門）
- 這個世界漏洞百出（村人）
- 不時輕聲地以俄語遮羞的鄰座艾莉同學（足球部部員、男學生）
- 2.5次元的誘惑（拍攝C）
- 【我推的孩子】 第2期（工作人員）
- 青之壬生浪（客人）
- 星辰墜落之國的妮娜（蓋南、家臣）
- 一兆＄遊戲（斜森[7]）
- 膽大黨（同班同學D）

2025年
- 雖然是公會的櫃檯小姐，但因為不想加班所以打算獨自討伐迷宮頭目（勞·洛茲布蘭達[8]）
- 小手指同學，請別亂摸（小手指向陽[9]）

### 劇場版動畫
2019年
- 在地下城尋求邂逅是否搞錯了什麼 -獵戶座之箭-（團員）
- 劇場版 為美好的世界獻上祝福！紅傳說（嘶可貝）

2025年
- 美男高校地球防衛部ETERNAL LOVE！（萬座太子[10]）

### 廣播
- 美男高校地球防衛部RADIO HAPPY KISS！（2018年，RADIO大阪）

### 影像
- 美男高校地球防衛部HAPPY KISS！生放送〜傳達快樂的魔法！〜（2018年2月26日－、LINE LIVE）
- 從現在開始聲優Update的綜藝節目（2018年8月13日－、GYAO!）[11]

## 音樂CD

### 角色歌
| 發售日  | 商品名稱                                                     | 演唱名義                                   | 歌曲                     | 備註                                               |
| 2018年  | 2018年                                                       | 2018年                                     | 2018年                   | 2018年                                             |
| ------- | ------------------------------------------------------------ | ------------------------------------------ | ------------------------ | -------------------------------------------------- |
| 4月18日 | 絶対最幸☆HAPPY KISS☆                                         | 地球防衛部HK                               | 「絶対最幸☆HAPPY KISS☆」 | 電視動畫《美男高校地球防衛部HAPPY KISS！》片頭曲   |
| 4月18日 | 絶対最幸☆HAPPY KISS☆                                         | 地球防衛部HK                               | 「HAPPY READY?????」     | 電視動畫《美男高校地球防衛部HAPPY KISS！》插入曲   |
| 5月16日 | 美男高校地球防衛部HAPPY KISS！角色歌CD1 SONGS〜Happy&Set!〜  | 万座太子（安田陸矢）                       | 「THIS IS THE MANZA!!」  | 電視動畫《美男高校地球防衛部HAPPY KISS！》相關歌曲 |
| 6月20日 | 美男高校地球防衛部HAPPY KISS！角色歌CD3 SONGS〜Happy&Turn!〜 | 萬座太子（安田陸矢）、道後一六（葉山翔太） | 「Everyday!」            | 電視動畫《美男高校地球防衛部HAPPY KISS！》相關歌曲 |

### 團體成員
1. ↑  修善寺鏡太郎（下鶴直幸）、霧島龍馬（小俣凌雅）、和倉七緒（石井孝英）、萬座太子（安田陸矢）、道後一六（葉山翔太）

## 外部連結
- 事務所官方簡歷 （页面存档备份，存于）（日語）